# Katrin Goldstein-Kyaga
Katrin Goldstein-Kyaga, folkbokförd Katrin Marianne Goldstein Kyaga, född 6 juni 1946 i Sofia församling i Stockholm, är en svensk forskare och professor i interkulturell pedagogik.
Katrin Goldstein-Kyaga blev filosofie doktor när hon 1993 disputerade vid Stockholms universitet på en avhandling om etnicitet och utbildning bland tibetaner. Hon blev docent vid Stockholms universitet och senare professor vid institutionen för kultur och lärande på Södertörns högskola i Flemingsberg. Hon har bland annat forskat om romers utbildningssituation och renlighetsföreställningar,  om Tibet samt om fred,  identitet och lärande. 
Hon är sedan 1975 gift med Lobsang Kyaga (född 1947) och är mor till Simon Kyaga.